# Plutonion

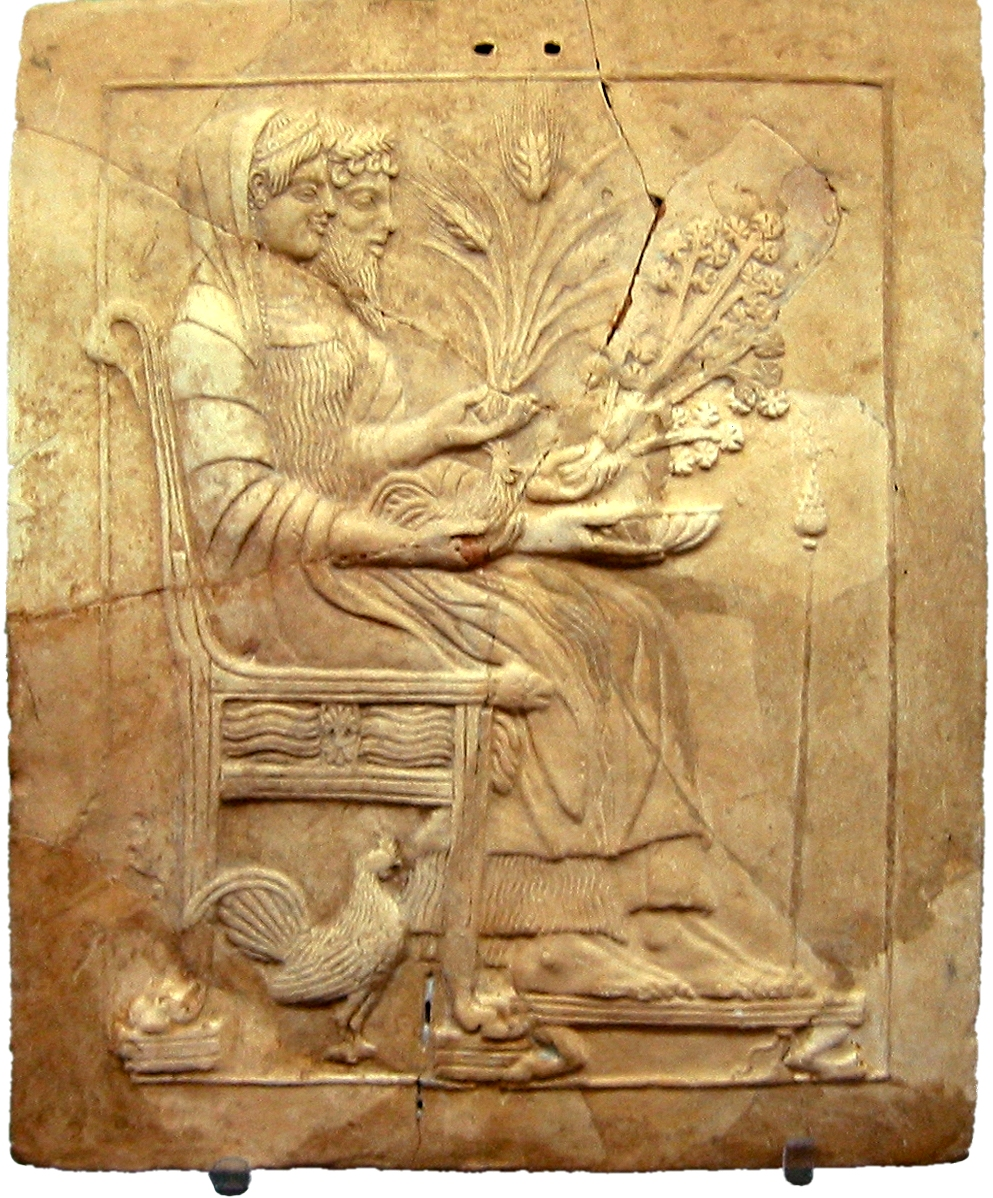
Persephone und Pluton (Pinax aus Lokroi Epizephyrioi, Museo Archeologico Nazionale di Reggio Calabria)

Als Plutonion (altgriechisch Πλουτώνιον, lateinisch Plutonium) wird ein Heiligtum des Pluton bezeichnet. Das eigentliche Heiligtum war meist eine Höhle, ein Ort, an dem giftige unterirdische Ausgasungen auftreten, oder beides. Kultbauten stammen soweit bekannt aus späterer Zeit. Nicht genau unterschieden sind die dem Charon, dem Fährmann der Unterwelt, geweihten, Charonion genannten Heiligtümer. 
Im Gegensatz zu dem mit Pluton gleichgesetzten Hades, von dem zwar (wenige) heilige Bezirke, aber kaum kultische Verehrung bekannt ist, ist die kultische Verehrung Plutons in Verbindung mit den Kulten der Demeter und der Persephone an mehreren Orten bezeugt, insbesondere das Plutonion von Eleusis.
Der griechische Geograph Strabon nennt drei weitere Heiligtümer Plutons:
- das Plutonion von Acharaka bei Nysa in Kleinasien,
- das Plutonion von Hierapolis in Phrygien und
- den Avernersee bei Neapel.

## Eleusis

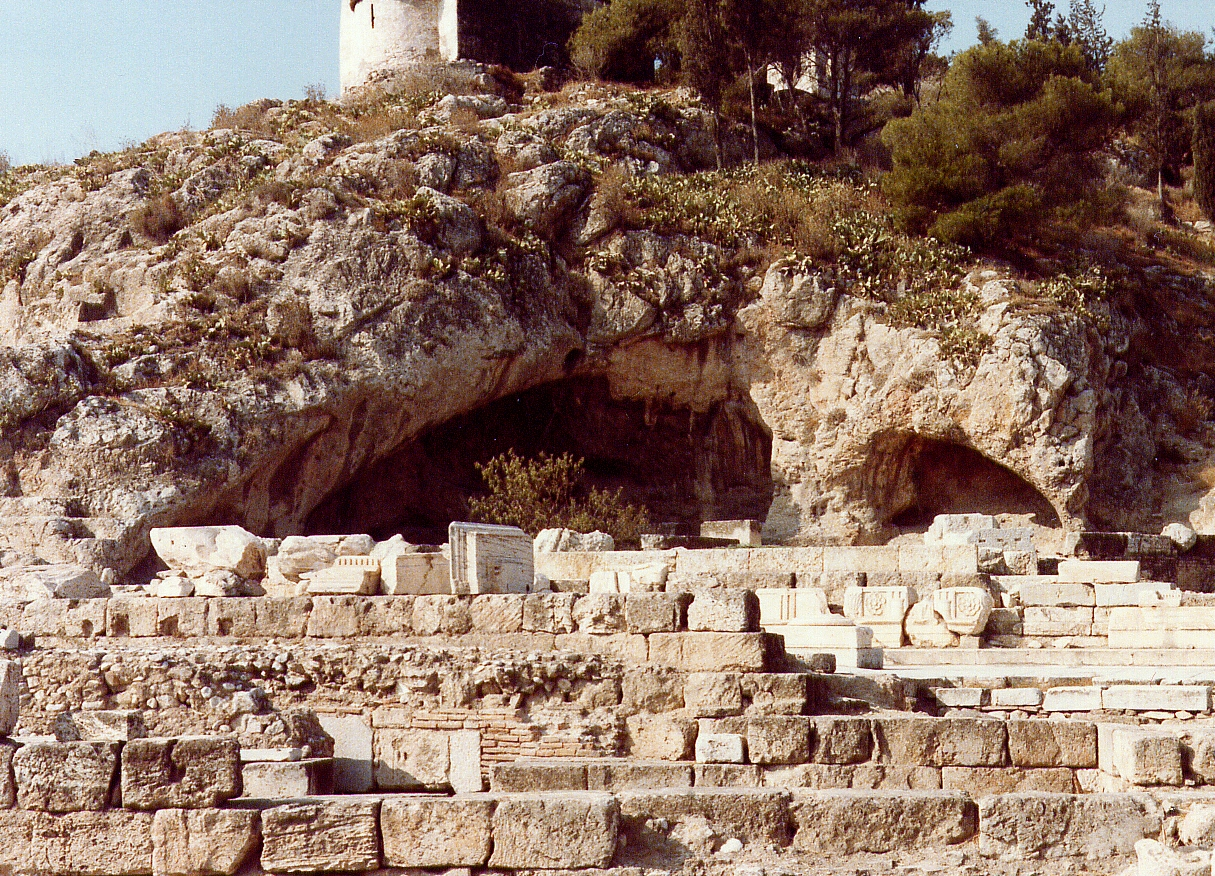
Plutonion in Eleusis mit späteren Vorbauten

Pluton bzw. Hades ist mit den Mysterien von Eleusis durch den Mythos vom Raub der Persephone verknüpft. Dementsprechend gibt es im Bezirk von Eleusis mehrere natürliche Höhlungen, die als Eingänge zur Unterwelt und Temenos Plutons galten. 
Otto Rubensohn hat vermutet, dass die Felsformation des eleusinischen Plutonions mit dem Agelastos petra (Ἀγέλαστος πέτρα) identisch sei, dem „Stein ohne Lachen“, auf dem die verzweifelte Demeter auf ihrer Suche nach der geraubten Tochter ausruhte.
Von dem aus der Zeit des Peisistratos stammenden Heiligtum ist nur noch wenig erhalten, da es in römischer Zeit überbaut wurde. Hier wurde 1885 die sogenannte Eubuleus-Büste gefunden, von der inzwischen vermutet wird, dass sie nicht die Figur des eleusinischen Mythos, sondern Alexander den Großen darstellt.

## Acharaka
Im Plutonion in der Nähe des Ortes Acharaka (heute Salavatli), zum Stadtgebiet von Nysa am Mäander gehörend, unweit von Tralleis, befand sich an einem Hügel ein Heiligtum des Pluton und der Persephone, ein heiliger Hain, und das Charonion (nach Charon), ein Höhlenheiligtum, dem Strabon einzigartige Eigenschaften zuschreibt (Schwefelheilquellen). Kranke, die dort Heilung suchten, würden im nahegelegenen Dorf Quartier nehmen und die Priester der Gottheiten würden im Traum mit Hilfe der Gottheiten die Therapie lenken. Häufig würden die Kranken zum Inkubationsschlaf in die Höhle gebracht, anschließend würden die Priester die Träume der Kranken dann deuten und daraus Hinweise für die weitere Behandlung ableiten. 
Zudem fände alljährlich in Acharaka eine Feier statt, bei der nackte Epheben nachts einen Stier stehlen, ihn in die Höhle bringen und dann frei lassen, der Stier aber fällt nach nur wenigen Schritten um und stirbt.

## Hierapolis

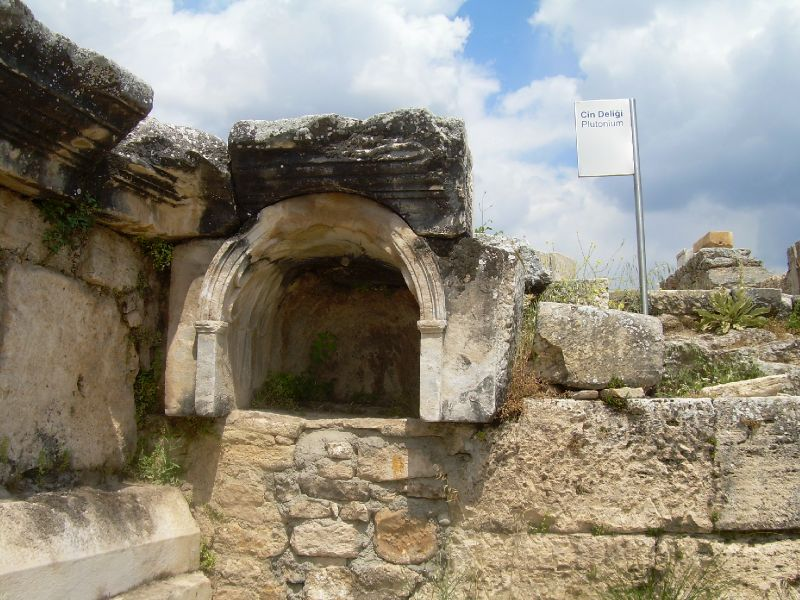
Plutonion von Hierapolis

Das Plutonion in Hierapolis im kleinasiatischen Phrygien in der Nähe des heutigen Pamukkale, berühmt durch seine Kalksinterterrassen, scheint anders als das Plutonion von Acharaka kein Ort der Heilung, sondern – der Beschreibung Strabons zufolge – eher ein Ort des Spektakels gewesen zu sein. Aus einer relativ kleinen Höhle dringt dort Kohlendioxid, das sich, da schwerer als Luft, in einem gepflasterten Geviert vor der Höhle sammelt. Strabon schreibt, dass sich in dem Geviert ein undurchsichtiger Dunst sammle, so dicht, dass der Boden kaum wahrzunehmen sei. Tiere, die man in das Geviert bringe, selbst Stiere, würden sofort sterben. Er selbst habe die Tödlichkeit des Dunstes mit Spatzen getestet, die offenbar zu eben dem Zweck in dem das Geviert umgebenden Auditorium verkauft wurden.
Die verschnittenen Priester der Kybele dagegen würden nicht nur das Geviert betreten, sondern sich bis zu einer gewissen Tiefe in die Höhlung begeben, ohne Schaden zu nehmen.
Nicht ohne verhaltene Ironie schreibt Strabon, dass er an den Priestern zwar Anzeichen angestrengten Atemanhaltens vermerkt habe, dass aber ihr Überleben in dieser tödlichen Umgebung möglicherweise der göttlichen Gnade oder auch wirksamen Gegengiften zu danken sei.
2018 veröffentlichte der deutsche Vulkanbiologe Hardy Pfanz von der Universität Duisburg-Essen eine Studie, in der er beweist, dass es in Bodennähe des Schreines in den Morgen- und Abendstunden tatsächlich zu hohen Kohlendioxidansammlungen komme, die für Tiere, die ihren Kopf nicht hoch genug halten könnten, tödlich sei. So wurden die Tiere durch das Kohlendioxid betäubt, fielen um und atmeten dabei am Boden eine tödliche Konzentration des Kohlendioxids ein. Die Priester der damaligen Zeit hingegen kannten den Effekt und konnten ihn sowohl nutzen, als auch sich davor schützen, indem sie ihren Kopf hochhielten oder auf einen Stein stiegen.

## Avernersee

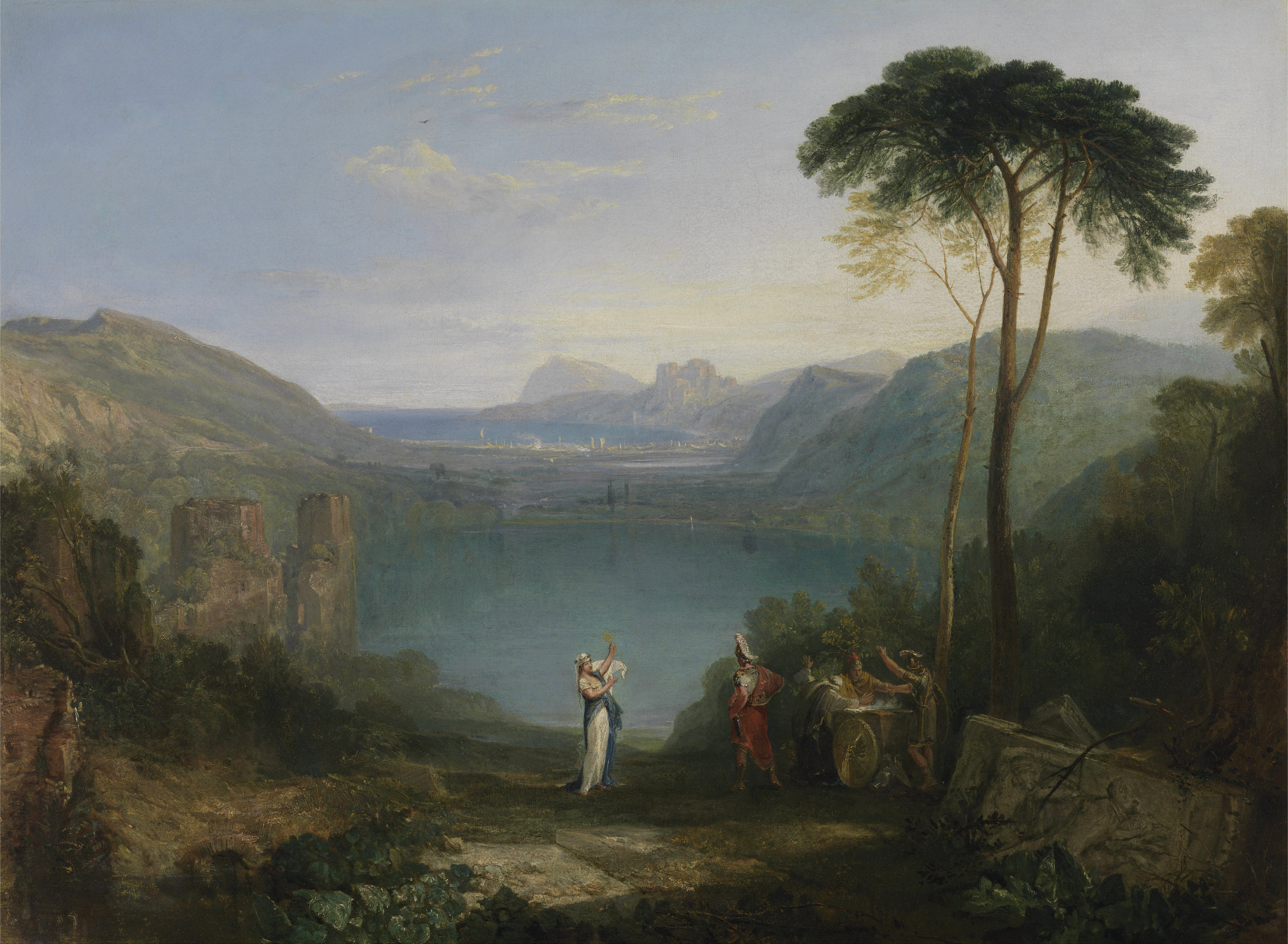
Aeneas und die Cumaeische Sibylle, im Hintergrund der Avernersee (William Turner, 1814/15)

Was den Avernersee betrifft, scheint Strabon unentschieden: Einerseits war es ein Ort, an dem es vulkanische Ausgasungen gab, sodass angeblich Vögel, die den See überfliegen wollten, tot in das Wasser stürzten. Ganz ähnliches wird vom Fluss Eridanos berichtet, der manchmal als Fluss der Unterwelt gilt. Andererseits war der Avernersee als Kultstätte zur Zeit Strabons schon völlig sagenhaft. Der Überlieferung zufolge war dort in der Nähe nämlich Cimmerium, der Sitz der Carmenta, der Cimmerischen Sibylle. Dort hätte sich tief unter der Erde ein Totenorakel befunden, zu dem die Ratsuchenden von den in Höhlen lebenden Cimmerern durch weitläufige Gänge geleitet wurden.